# Іссам Мердассі
Іссам Мердассі (араб. عصام المرداسي, фр. Issam Merdassi, нар. 16 березня 1981, Сфакс) — туніський футболіст, що грав на позиції захисника.
Виступав, зокрема, за клуб «Янг Бойз», а також національну збірну Тунісу.
Дворазовий володар Кубка Тунісу. Володар Кубка Саудівської федерації футболу.

## Клубна кар'єра
Народився 16 березня 1981 року в місті Сфакс. Вихованець футбольної школи клубу «Есперанс».
У дорослому футболі дебютував 2001 року виступами за команду «Сфаксьєн», у якій провів один сезон. 
Згодом з 2002 по 2009 рік грав у складі команд «Зарзіс», «Сфаксьєн», «Ан-Наср» (Ер-Ріяд) та «Сфаксьєн».
Своєю грою за останню команду привернув увагу представників тренерського штабу клубу «Янг Бойз», до складу якого приєднався 2009 року. Відіграв за бернську команду наступні три сезони своєї ігрової кар'єри.
Завершив ігрову кар'єру у команді «Міср Лель-Маккаса», за яку виступав протягом 2012—2013 років.

## Виступи за збірні
У 2004 році захищав кольори олімпійської збірної Тунісу. У складі цієї команди провів 1 матч. У складі збірної — учасник  футбольного турніру на Олімпійських іграх 2004 року в Афінах.
У 2006 році дебютував в офіційних матчах у складі національної збірної Тунісу.
У складі збірної був учасником Кубка африканських націй 2006 року в Єгипті.
Загалом протягом кар'єри в національній команді, яка тривала 1 рік, провів у її формі 2 матчі.